# Normannische Schweiz
Die Normannische Schweiz (französisch Suisse normande) ist eine Landschaft in den Départements Calvados und Orne in der französischen Region Normandie.
Der Name kommt von der zerklüfteten Landschaft, die vor allem vom Fluss Orne geprägt ist. Die Normannische Schweiz ist eine Hügellandschaft mit meist dichter Vegetation. Die Gebäude ähneln eher denen auf den Britischen Inseln, haben meist Schieferdächer. Sie liegt im armorikanischen Massiv. Im Pays d’Auge, das im Pariser Becken liegt, werden eher Holzdächer verwendet.

## Orte
- Roche d’Oëtre, Aussichtsfelsen

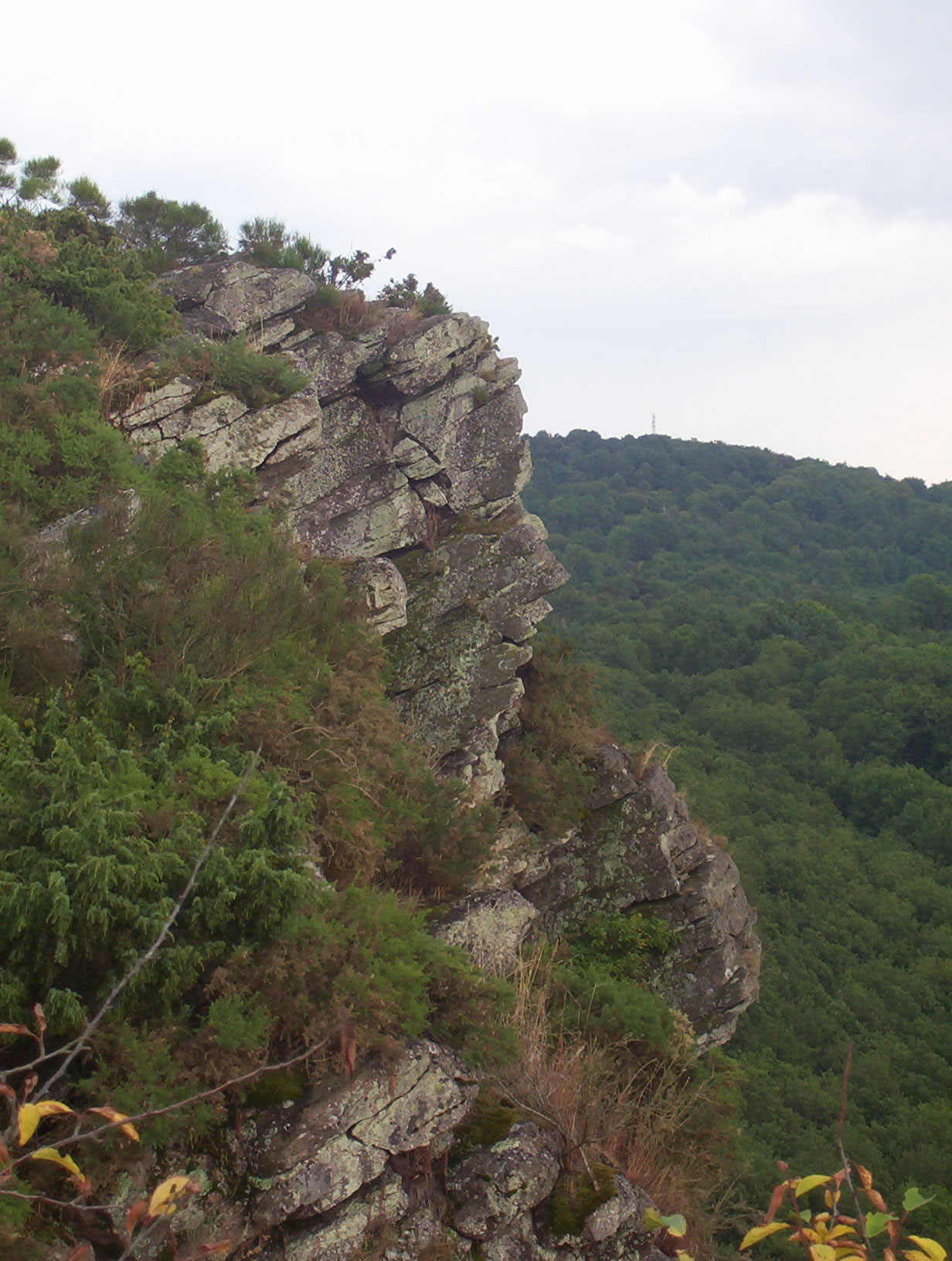
Die Roche d’Oëtre

- Staudamm und Stausee von Rabodanges
- ehemalige Minen in Saint-Rémy
- Pont-d’Ouilly
- Clécy

Koordinaten: 48° 50′ N, 0° 23′ O